# لويس فرناندو مونتويا
لويس فرناندو مونتويا (بالإسبانية: Luis Fernando Montoya)‏ هو مدرب كرة قدم كولومبي، ولد في 23 يوليو 1957 في Caldas, Antioquia ‏ في كولومبيا.